# Liste de photographes
Vous pouvez aussi consulter une liste de photographes qui n'ont pas encore d'article dans Wikipédia.

## A
- Jussi Aalto
- Slim Aarons
- Felicia Abban
- Hiam Abbass
- Abbas
- James Edward Abbé
- Berenice Abbott
- Jonathan Abbou
- Karimeh Abbud
- Abdullah Frères
- Jun Abe
- Pierre Abensur
- Charles Abraas
- Laia Abril
- Achot Achot
- Victor Acimovic
- Michael Ackerman
- Frantz Adam
- Hans-Christian Adam
- Ansel Adams
- Eddie Adams
- Robert Adams
- Russ Adams
- Shelby Lee Adams
- Antony-Samuel Adam-Salomon
- Robert Adamson
- Shōtarō Adachi
- Roy Adzak
- Jack Aeby
- Eileen Agar
- Antoine d'Agata
- Jean Agélou
- Vincenzo Agnetti
- Emidio Agostinoni
- Christophe Agou
- Olympe Aguado
- Ahae
- Sofia Ahlbom
- Claire Aho
- Erick-Christian Ahounou
- Eija-Liisa Ahtila
- Garo Aida
- Lucien Aigner
- Haruehun Airry
- Doug Aitken
- Carl Akeley
- Akira Kinoshita
- Shōtarō Akiyama
- Tadasuke Akiyama
- Ishola Akpo
- Mayeul Akpovi
- Jean-Baptiste Alary
- Pilar Albarracín
- Jean-Michel Alberola
- Joseph Albert
- Dario Albertini
- Laure Albin-Guillot
- José Albiñana
- Fabiano Alborghetti
- Freddy Alborta
- Kristoffer Albrecht
- Chico Albuquerque
- Yves Alcaïs
- Ed Alcock
- Sameer Al-Doumy
- Miles Aldridge
- José Alemany Bori
- Casiano Alguacil
- Fratelli Alinari
- Ameer Al Halbi
- Romy Alizée
- William Albert Allard
- Marc Allégret
- Giuseppe Allegri
- Albert Arthur Allen
- Natascha Artin Brunswick
- Timothy Allen
- Darogha Ubbas Alli
- Lorenzo Almarza Mallaina
- Paul Almasy
- Helena Almeida
- Gerd Almgren
- Darren Almond
- Marie-Alexandre Alophe
- Max Alpert
- Mohammad Al Roumi
- Mads Alstrup
- Ike Altgens
- Gioacchino Altobelli
- Lola Álvarez Bravo
- Manuel Álvarez Bravo
- Dirk Alvermann
- Manuel Alviach
- Ryuta Amae
- Lukas Amakali
- Stanislas Amand
- Takashi Amano
- Pierre-Jean Amar
- Antoni Amatller
- Cornelis Hendrik van Amerom
- Hachemi Ameur
- Mohamed Amin
- Carlo Anadone
- Georges Ancely
- Domenico Anderson
- Erica Anderson Kellner
- James Anderson
- Mário de Andrade
- Rogi André
- Nikolaï Andreïev
- Jean Andrieu
- Jalón Ángel
- Ludwig Angerer
- Thomas Annan
- James Craig Annan
- Ottomar Anschütz
- Eleanor Antin
- Serge Anton
- Shigeo Anzai
- Daniel García Andújar
- Catherine Apalat
- Carina Appel
- Dieter Appelt
- Eugène Appert
- Raymonde April
- Taku Aramasa
- Nobuyoshi Araki
- Allan Arbus
- Diane Arbus
- Malcolm Arbuthnot
- Joi Arcand
- Valérie Archeno
- Frederick Scott Archer
- Roy Arden
- Géraldine Aresteanu
- Graziano Arici
- Toragorō Ariga
- Antonio Arissa
- Pia Arke
- Laura Adams Armer
- David Armstrong
- Anthony Armstrong-Jones
- Chris Arnade
- Eve Arnold
- Ursula Arnold
- Hippolyte Arnoux
- Claude Arpin
- Ángel Arquer
- Yann Arthus-Bertrand
- Anne Artigau
- Ömer Asan
- Vasco Ascolini
- Nadim Asfar
- Kristen Ashburn
- Mathieu Asselin
- Eduard Isaac Asser
- Serge Assier
- Brian Astbury
- Bernhard Aström
- Eugène Atget
- Garjan Atwood
- Jane Evelyn Atwood
- Mario Atzinger
- François Aubert
- Alan Aubry
- Pau Audouard
- Louis Audoubert
- Edgar Audra
- Michel Auer
- Ellen Auerbach
- Éric Aupol
- Ernesto Aurini
- Henry Ausloos
- Maria Austria
- Narelle Autio
- Giuseppe Avallone
- Richard Avedon
- Paul Averitt
- Antonio Ávila
- Ragnar Axelsson
- Pierre Ayot
- August Azaglo
- Georges Azenstarck

- Haut – A
- B
- C
- D
- E
- F
- G
- H
- I
- J
- K
- L
- M
- N
- O
- P
- Q
- R
- S
- T
- U
- V
- W
- X
- Y
- Z

## B
- Alioune Bâ
- Iwan Baan
- David Bachrach
- Jonathan Bachman
- Martina Bacigalupo
- Josep Badosa
- Claude Baechtold
- Val Bah
- David Bailey
- David Bailie
- Richard Baillargeon
- Francis Bailly
- Patrick Bailly-Maitre-Grand
- Maja Bajević
- Uldus Bakhtiozina
- Lara Baladi
- Georges Balagny
- John Baldessari
- Édouard Baldus
- Carlo Balelli
- Jamel Balhi
- Doug Ball
- Lynn Ball
- Árpád Zoltán Balla
- Richard Ballarian
- Roger Ballen
- Laurent Ballesta
- Delphine Balley
- James Balog
- Rudolf Balogh
- Sammy Baloji
- Louis Balsan
- Brígida Baltar
- Richard Baltauss
- Dmitri Baltermants
- Lewis Baltz
- Hélène Bamberger
- William Bambridge
- Friedrich Franz Bauer
- George Wilson Bridges
- Ina Bandy
- François-Marie Banier
- Niloufar Banisadr
- Pavel Banka
- Marius Bar
- Tina Bara
- Micha Bar-Am
- Bruno Barbey
- Jeanne-Marie Barbey
- Joannès Barbier
- Gian Paolo Barbieri
- Anthony Barboza
- Patrick Bard
- Rino Barillari
- Oskar Barnack
- Tina Barney
- Yto Barrada
- Martine Barrat
- Fabienne Barre
- Christiane Barrier
- Abdoulaye Barry
- Kate Barry
- Leon Barszczewski
- Charles Bartésago
- Cem Bayoğlu
- Attila Bartis
- Frédéric Barzilay
- Gabriele Basilico
- Alexander Bassano
- René Basset
- Gildaldo Bassi
- Sophie Bassouls
- Luis Basto
- Claude Batho
- John Batho
- Letizia Battaglia
- Elmer Batters
- Roberto Battistini
- Arthur Batut
- Éric Baudelaire
- Arnaud Baumann
- Christoph Baumer
- Jean-François Bauret
- Evgen Bavcar
- Iain Baxter
- Émile Bayard
- Hippolyte Bayard
- Herbert Bayer
- Philippe Bazin
- Peter Beard
- Richard Beard
- Antonio Beato
- Felice Beato
- Cecil Beaton
- John Watt Beattie
- Jules Beau
- Julie Beauchemin
- Emilio Beauchy
- Christophe Beauregard
- Ingeborg de Beausacq
- Émile Béchard
- Bernd et Hilla Becher
- Jean-Christophe Béchet
- Claire Beck Loos
- Otto Walter Beck
- Luz María Bedoya
- Vanessa Beecroft
- Alfonso Begué
- Raymond Bègue
- Mamadou Touré Behan
- Edmondo Behles
- Imre Gábor Bekey
- Valérie Belin
- Ken Bell
- Melville Bell Grosvenor
- Carole Bellaïche
- Bellec
- Richard Bellia
- Henri Bellieni
- Hans Bellmer
- André Bello
- Auguste Belloc
- Ernest J. Bellocq
- Denise Bellon
- Auguste Bellynck
- Jacques Marie Bellwald
- Didier Ben Loulou
- Laurent Benaïm
- Clara Benador
- Rémi Bénali
- Edmond Bénard
- Tewfik Bendaoud
- Yaakov Ben-Dov
- Georges Bendrihem
- Adalberto Benítez
- Halima Benmerikhi
- Charles Harper Bennett
- Joshua Benoliel
- Franz Benque
- Wilhelm Benque
- Gilles Bensimon
- Harry Benson
- Zaida Ben-Yusuf
- Dorine Berdoy
- Pierre Berdoy
- André Berg
- Sibylle Bergemann
- Fanny Bergenström
- Ella Bergmann-Michel
- Paul Bergon
- Fadil Berisha
- Peter Berlin
- Jordi Bernadó
- Pascal Bernard
- Mathieu Bernard-Reymond
- John Bernhard
- Charles Bernhoeft
- Cesare Bernieri
- Alphonse Bernoud
- Pyotr Bernstein
- Gianni Berengo Gardin
- George Charles Beresford
- Gilles Berquet
- Jean-Hugues Berrou
- Bertall
- Raoul Berthelé
- Avgust Berthold
- Jean-Michel Bertrand
- Jeanne Bertrand
- Alfred Bertrand
- Giuseppe Bertucci
- Jean Besancenot
- Eva Besnyö
- Pierre Bessard
- Sándor Beszédes
- Pauline Beugnies
- Éric Beynon
- Peter Bialobrzeski
- Laurent Biancani
- Bernard Biancotto
- Laetitia Bica
- Gaston Bidel
- Manuel Bidermanas
- James Bidgood
- Jodi Bieber
- Philippe Biermé
- Fernand Bignon
- René-Pierre Bille
- Richard Billingham
- Alexander Binder
- Ilse Bing
- Gunars Binde
- Vivienne Binns
- Bernard Biraben
- Tom Birkett
- Bernard Birsinger
- Werner Bischof
- Les frères Bisson
- Auguste-Rosalie Bisson
- Louis-Auguste Bisson
- Alain Bizos
- Ana Black
- Reid Blackburn
- Hippolyte Blancard
- Lieve Blancquaert
- Louis Désiré Blanquart-Evrard
- Blanc et Demilly
- J. T. Blatty
- André Blay
- María Bleda et José María Rosa
- Sarah Blesener
- Sven Blomberg
- Lori Blondeau
- Gérald Bloncourt
- Karl Blossfeldt
- Kurt Blum
- Sylvie Blum
- Erwin Blumenfeld
- Yvon Boëlle
- Guido Boggiani
- Heinrich Böhler
- Andreas Bohnenstengel
- Jacques-André Boiffard
- Edmond-Édouard Boissonnas
- Edmond-Victor Boissonnas
- Frédéric Boissonnas
- Henri-Antoine Boissonnas
- Henri-Paul Boissonnas
- Paul Boissonnas
- Arnaud du Boistesselin
- Francesc Boix
- Liu Bolin
- Samuel Bollendorff
- Christian Boltanski
- Gambier Bolton
- Walter Bonatti
- Henry Bond
- William Cranch Bond
- Pompeo Bondini
- Walter Bondy
- Pep Bonet
- Mattia Bonetti
- Félix Bonfils
- Carmelo Bongiorno
- Agnès Bonnot
- Jacques Boolsky
- Philippe Bordas
- Gad Borel
- Guy Borgé
- Nancy Borowick
- József Borsos
- Guy Borremans
- Stéphane Bossart
- Katharina Bosse
- Jacques Bosser
- Kattina Both
- Benjamin Abrahão Botto
- Ginette Bouchard
- Marie Bovo
- Botto e Bruno
- Jean-Auguste Brutails
- Natalia Bode
- Édouard Boubat
- Pierre Boucher
- Véronique Boudier
- Bruno Boudjelal
- Alexandre Bougault
- Alice Boughton
- Alexandra Boulat
- Pierre Boulat
- Christian Aaron Boulogne
- Jean de Bourbon
- Jacques Bourboulon
- Jean-Christian Bourcart
- Guy Bourdin
- Pierre Bourgeade
- Mathieu Bourgois
- Margaret Bourke-White
- Samuel Bourne
- Mohamed Bourouissa
- Adeline Boutain
- Louis Boutan
- Virginie Boutin
- Éric Bouvet
- Laurent Bouvet
- Nicolas Bouvier
- Gaston Bouzanquet
- Léon Bouzerand
- Marcel Bovis
- Jane Bown
- Angelo Boyadjian
- Paul Boyer
- Pietro Boyesen
- Pattie Boyd
- Julius Boysen
- Mustafa Bozdemir
- Gary Braasch
- Mathew Brady
- Dirk Braeckman
- Brancusi
- Signe Brander
- Barbara Brändli
- Bill Brandt
- Marianne Brandt
- Nick Brandt
- Josep Brangulí
- Bruno Braquehais
- Brassaï
- Éleuthère Brassart
- Wilhelm Brasse
- Henri Brasseur
- Bernard Brault
- Adolphe Braun
- Théodore Brauner
- Louis Alphonse de Brébisson
- Frédéric Brenner
- Marianne Breslauer
- Rudolf Breslauer
- Domenico Bresolin
- Madame Breton
- Frank Breuer
- Jérôme Brézillon
- Claude Bricage
- Stefano Bricarelli
- Sarah Anne Bright
- Anne Brigman
- Denis Brihat
- Virgil Brill
- Ethel Brilliana Tweedie
- Abel Briquet
- Emmanuelle Brisson
- Horace Bristol
- Jules Brocherel
- Mauren Brodbeck
- Denis Brodeur
- Aleksandr Brodsky
- Joel Brodsky
- Jan Karel van den Broek
- Elisabeth Broekaert
- Carlo Brogi
- Giacomo Brogi
- Margarita Broich
- Charlotte Brooks
- Christina Broom
- Iris Brosch
- Elina Brotherus
- Francis Browne
- Malcolm Browne
- Fred Bruemmer
- Francis Bruguière
- Giuseppe Bruno
- June Brunell
- Esther Bubley
- Hamish Buchanan
- Richard Buchta
- Harry Buckwalter
- Dan Budnik
- Jan Bułhak
- Karl Bulla
- Wynn Bullock
- Jacques-Ernest Bulloz
- John Bulmer
- Paul Bunel
- Carolina Bunjes
- Tomaso Burato
- Henri Bureau
- Pery Burge
- Victor Burgin
- Balthasar Burkhard
- Hans-Jürgen Burkard
- David Burnett
- Raymond Burnier
- René Burri
- Larry Burrows
- Jean-Dominique Burton
- William Kinnimond Burton
- Edward Burtynsky
- Józef Bury
- Ernesto Burzagli
- Federico Busonero
- Jean-Marc Bustamante
- Clyde Butcher
- Olga Butenop
- Louis Buvelot
- Renée C. Byer

- Haut – A
- B
- C
- D
- E
- F
- G
- H
- I
- J
- K
- L
- M
- N
- O
- P
- Q
- R
- S
- T
- U
- V
- W
- X
- Y
- Z

## C
- Olivier Cablat
- Pedro M Cabral
- Catherine Cabrol
- Amanda de Cadenet
- Geneviève Cadieux
- Bernard Cahier
- Claude Cahun
- Vittorio Calcina
- Harry Callahan
- Sophie Calle
- Antonio Calvache
- Mary F. Calvert
- Icilio Calzolari
- Mohamed Camara
- Tomás Camarillo
- Charles Camberoque
- Julia Margaret Cameron
- Maxime du Camp
- Alberto Campi
- Michel Campeau
- Peter Campus
- Victor Camus
- Philippe Candelon
- Giacomo Caneva
- Paco Cano
- John Cantlie
- Cornell Capa
- Robert Capa
- Laurent Capmas
- Paul Caponigro
- Claudi Carbonell
- Ghitta Carell
- Patrick Cariou
- Étienne Carjat
- Éric Caro
- Gilles Caron
- Sarah Carp
- Stéphan Carpiaux
- Ilario Carposio
- Lewis Carroll
- Jean-Maurice et Françoise Cart
- Kevin Carter
- Henri Cartier-Bresson
- Gabriel Casas
- Pere Casas Abarca
- José Casaú
- James Casebere
- Mario Casilli
- Hans Casparius
- Mama Casset
- Salla Casset
- Victor Cassien
- Wilhelm Castelli
- Gérard Castello-Lopes
- Paul Castelnau
- Roland Castro
- Rafael Castro Ordóñez
- Juan Manuel Castro Prieto
- Pere Català Pic
- Francesc Català Roca
- Toni Catany
- Eduardo Cativiela Pérez
- Raymond Cauchetier
- Giuseppe Cavalli
- Joseph Cayet
- Sylvain Cazenave
- Agustí Centelles
- Kassian Cephas
- Carla Cerati
- Marcel Cerf
- Richard Cerf
- André Chabot
- Noé Chabot
- Rifat Chadirji
- Georgette Chadourne
- Edson Chagas
- Arkadi Chaïkhet
- Harriet Chalmers Adams
- Jean Chalon
- Martín Chambi
- Jean Chamoux
- Gustavo Chams
- Vivienne Chandler
- Laurence Chanfro
- Alexandre-Jacques Chantron
- René Chapallaz
- Georgette Chapelle
- Thibault Chappe
- Paul Chappuis
- Patrick Chapuis
- Jean-Philippe Charbonnier
- Laurent Charbonnier
- Chargesheimer
- Lallie Charles
- Sarah Charlesworth
- Désiré Charnay
- Germaine Chaumel
- Patrick Chauvel
- Wahib Chehata
- Jacques Chenard dit Chenz
- Talia Chetrit
- Jeanne Chevalier
- Florence Chevallier
- Carl Chiarenza
- Francesco Chigi
- Serge Chirol
- Charles-Isidore Choiselat
- Zofia Chomętowska
- Vladimir Choukhov
- Pierre Choumoff
- Joana Choumali
- Robert Chouraqui
- Abram Chterenberg
- David Chterenberg
- Almond Chu
- Olivier Ciappa
- Heinz Cibulka
- Umberto Cicconi
- Emmanuel Ciepka
- Ladislas Ciesielski
- Hugo Cifuentes
- Sabiha Çimen
- Cinq de Boston
- Amilcare Cipriani
- Django Cissé
- Paolo Ciulla
- Arnaud Claass
- David Claerbout
- Ernest Clair-Guyot
- Nicole Clarence
- Larry Clark
- Rose Clark
- Henry Clarke
- Jean-René Claudel
- Antoine Claudet
- Rosemarie Clausen
- William Claxton
- Krass Clement
- Gaëtan Gatian de Clérambault
- Lucien Clergue
- Charles Clifford
- Maurice Cloche
- Chuck Close
- Alvin Langdon Coburn
- Giovanni Coda
- Philippe Cognée
- Serge Cohen
- Émile Cohl
- Nellu Cohn
- Christian Coigny
- Jean Colbe
- Gregory Colbert
- Carolyn Cole
- Michael Coles
- Jean Colin
- Louis Colin
- Auguste Hippolyte Collard
- Henry Collen
- Marjory Collins
- Joan Colom
- Denise Colomb
- Régis Colombo
- Jordi Colomer
- Pascal Colrat
- Juan Comba
- F.X. Combes
- Tony Comiti
- Manuel Compañy
- Fiona Compton
- Giorgio Conrad
- Eugène Constant
- Elaine Constantine
- Anita Conti
- Frederick Coombs
- Martha Cooper
- Michael Cooper
- John Coplans
- Horacio Coppola
- Julien Coquentin
- Émile Coquibus
- Roger Corbeau
- Anton Corbijn
- Isaac Cordal
- Carel Frederik Cordes
- Pierre Cordier
- Peter Cornelius
- Robert Cornelius
- Cyrus Cornut
- Harold Corsini
- Gustave Cosson
- Dominique Costermans
- Valérie Couteron
- Michel Cot
- Olive Cotton
- Sidney Cotton
- Eugène Courret
- Jean-Louis Courtinat
- Jean-Claude Coutausse
- Stéphane Couturier
- Renée Cox
- Ignacio Coyne
- Jessica Craig-Martin
- John Craven
- Mario Cravo Neto
- Léon Crémière
- Gregory Crewdson
- Gabriel Cromer
- Gustaf W. Cronquist
- Giovanni Crupi
- Gabriel Cualladó
- François Cudenet
- Amador Cuesta
- Samuel Cueto
- Thibaut Cuisset
- Olivier Culmann
- Imogen Cunningham
- Carl Curman
- Edward Sheriff Curtis
- James Ambrose Cutting
- Eugène Cuvelier
- Nan Cuz
- Peter Czernich

- Haut – A
- B
- C
- D
- E
- F
- G
- H
- I
- J
- K
- L
- M
- N
- O
- P
- Q
- R
- S
- T
- U
- V
- W
- X
- Y
- Z

## D
- Benoit D’Afrique
- Gaetano d'Agata
- Tošo Dabac
- Gilles Dacquin
- Enrico Dagnino
- Ananias Leki Dago
- René Dagron
- Louis Jacques Mandé Daguerre
- Zaur Dakhte
- Louise Dahl-Wolfe
- Yvan Dalain
- Frères D'Alessandri
- Raphaël Dallaporta
- Henri-Gédéon Daloz
- Viviane Dalles
- Pierre Dalloz
- Alicia D'Amico
- Danakil
- John Benjamin Dancer
- Pierre Dandoy
- Pierre Joseph Dannes
- Gérard Dansereau
- Josef Heinrich Darchinger
- Denis Darzacq
- Angélica Dass
- Olivier Dassault
- Judy Dater
- Arko Datta
- Edmond Dauchot
- Alain Daussin
- Henri Dauman
- Jules David
- Barbara Davidson
- Bruce Davidson
- John Davies
- Alfred Davignon
- Daniel Davis, Jr.
- George Davison
- Corinne Day
- Fred Holland Day
- Alberto Maria De Agostini
- John Deakin
- Venetia Dearden
- Fernando Debas
- Roy DeCarava
- Pierre-Édouard Dechamps
- Marie-Laure de Decker
- Louis De Clercq
- Lala Deen Dayal
- Anne De Gelas
- Manoocher Deghati
- Reza Deghati
- Wilhelm Degode
- Celestino Degoix
- Carl De Keyzer
- Michel Delaborde
- Charles Delcourt
- Jean-Claude Delmas
- Augusto De Luca
- Ray Delvert
- Serge de Sazo
- Luc Delahaye
- Jack Delano
- Sophie Delaporte
- Maurice Delavier
- Marcelline Delbecq
- Mario Del Curto
- François Delebecque
- Constant Delessert
- Édouard Delessert
- Cyril Delettre
- Hippolyte Délié
- Alberto Della Valle
- Achille Delmaet
- Geoffroy Delorme
- Jacques-Louis Delpal
- Cédric Delsaux
- Louis-Jean Delton
- Michel Delluc
- Robert Demachy
- Laurence Demaison
- Thomas Demand
- Patrick Demarchelier
- José Demaría López
- Plinio De Martiis
- Georges Demenÿ
- Jean Demmeni
- Philippe Demontaut
- Marc Deneyer
- Anne Deniau
- Christine Denis-Huot
- Michel Denis-Huot
- Daniel Denise
- Amédée Denisse
- Martin Denker
- Winnie Denker
- Waldemar Deonna
- Jean Depara
- Raymond Depardon
- John Derek
- François De Rechter
- Franck Van Deren Coke
- Jasmin Derome
- Charles Desavary
- Edmond Desbonnet
- Bernard Descamps
- Pierre-Olivier Deschamps
- Frank Deschandol
- Robert Descharnes
- Alexandre Deschaumes
- Jeanne Descombes
- Antoine Désilets
- Ermé Désiré
- Slobodan Despot
- Clément Dessart
- Yves Dessca
- Alain Desvergnes
- Albert Detaille
- Fernand Detaille
- Catherine Deudon
- Hugh Welch Diamond
- Ana Dias
- Victor Diaz Lamich
- Jan Dibbets
- Janice Dickinson
- Saïdou Dicko
- Philip-Lorca diCorcia
- Gisèle Didi
- Luc Dietrich
- Jean Dieuzaide
- Rineke Dijkstra
- Henry Diltz
- Doudou Diop
- Alioune Diouf
- André Adolphe Eugène Disdéri
- Alain Dister
- Claude Dityvon
- Károly Divald
- Kays Djilali
- Zbigniew Dłubak
- Tiane Doan Na Champassak
- Walther Dobbertin
- George Edward Dobson
- Shunji Dodo
- Louis Dodero
- Burhan Doğançay
- Robert Doisneau
- Marcel Dole
- Pascal Dolémieux
- Desiree Dolron
- Peter Dombrovskis
- John Dominis
- Ken Domon
- Calvin Dondo
- Terence Donovan
- Marie-Ange Donzé
- Bae Doona
- Mercedes Dorame
- Leonid Dorenskiy
- Demo Wangjoe Dorjee
- Thomas Dorn
- Dornac
- Jules Dortes
- Joséphine Douet
- Stan Douglas
- Philippe R. Doumic
- Claudine Doury
- William Downey
- John Downing
- Marc Dozier
- Andrzej Dragan
- Tom Drahos
- Alexandre Drankov
- John William Draper
- František Drtikol
- Eugène Druet
- Sérgio Valle Duarte
- Paul Dubar
- Hughes Dubois
- Jules Duboscq
- Pierre Dubreuil
- Michel duCille
- Jérôme Ducrot
- Georges Dudognon
- Jean-Baptiste Dulac
- Nora Dumas
- Ana Dumitrescu
- Sylvain Dumais
- Nilufer Dumir
- Albert Dumouchel
- David Douglas Duncan
- Carol Dunlop
- Nic Dunlop
- Adolphe Duperly
- Jean-Eugène Durand
- Louis-Émile Durandelle
- Carl Durheim
- Jean Louis Marie Eugène Durieu
- Alessandro Duroni
- Véronique Durruty
- Gilles Durupt
- Paul Duseigneur
- Ghislain Dussart
- Christine Duteurtre
- Daniel Dutil
- Jean-Pierre Duval
- Rémy Duval

- Haut – A
- B
- C
- D
- E
- F
- G
- H
- I
- J
- K
- L
- M
- N
- O
- P
- Q
- R
- S
- T
- U
- V
- W
- X
- Y
- Z

## E
- Thomas Eakins
- Ben Easter
- Charles Clyde Ebbets
- Alfred Eberling
- Vittorio Ecclesia
- Edward Echwalu
- Georg Maria Eckert
- Nikos Economopoulos
- Sarah J. Eddy
- William Abner Eddy
- Nathalia Edenmont
- Harold Edgerton
- Michael Pakenham Edgeworth
- Claudio Edinger
- Ronald Edmonds
- Clifton C. Edom
- John Paul Edwards
- Karel Egermeier
- William Eggleston
- Gilles Ehrmann
- Ei-Q
- Stasys Eidrigevičius
- Alfred Eisenstaedt
- Maria Eisner
- Margit Ekman
- Sandra Eleta
- Fakhri El Ghezal
- Jean-Claude Elfassi
- Peter Elfelt
- Arthur Elgort
- Édouard Elias
- Olafur Eliasson
- Gilles Elie-Dit-Cosaque
- Eliot Elisofon
- Gilles Elkaim
- Fouad Elkoury
- Véronique Ellena
- Christian Elling
- Sean Ellis
- William Ellis
- Isabel Ellsen
- Grégoire Eloy
- Lee Embree
- Peter Henry Emerson
- Ayao Emoto
- Ruud van Empel
- T. Enami
- Tsuneo Enari
- Morris Engel
- Audie England
- JH Engström
- Touhami Ennadre
- Giuseppe Enrie
- Bill Eppridge
- Mitch Epstein
- Patricia Erbelding
- Roman Erben
- Ruth Erdt
- Hugo Erfurth
- Sezayi Erken
- Dimitri Ermakov
- Alain Ernoult
- Paz Errázuriz
- Elliott Erwitt
- Hubert van Es
- Esaki Reiji
- Catherine Esperon
- Antonio Esplugas
- Barbara Ess
- Angèle Etoundi Essamba
- Lalla Essaydi
- Elger Esser
- Richard Estes
- Jordi Esteva
- Wilfrid Estève
- Bracha L. Ettinger
- Frank Eugene
- Frederick H. Evans
- Walker Evans
- Evergon
- Edgar de Evia
- Jean-Pierre Évrard
- Mikhaïl Evstafiev
- Jean-Gabriel Eynard

- Haut – A
- B
- C
- D
- E
- F
- G
- H
- I
- J
- K
- L
- M
- N
- O
- P
- Q
- R
- S
- T
- U
- V
- W
- X
- Y
- Z

## F
- Horst Faas
- Léo Fabrizio
- Paul Facchetti
- Antonio Faccilongo
- Gabriel Faci Abad
- Miguel Faci Abad
- Sara Facio
- Jean-Marie Fadier
- Patricia Faessler
- Claude Fagedet
- Patrick Faigenbaum
- Tea Falco
- Bernard B. Fall
- Constant Alexandre Famin
- Rotimi Fani-Kayode
- Libor Fára
- Thomaz Farkas
- Emma Justine Farnsworth
- Harun Farocki
- Anna Fárová
- Gabina Fárová
- Adolfo Farsari
- Tom Fassaert
- Harry Clifford Fassett
- Louis Fattal
- Antoine Fauchery
- Bernard Faucon
- Louis Faurer
- Jean-Philippe Fauteux
- Rosalie Favell
- Charles-Henri Favrod
- Richard Fegley
- Émeric Feher
- Gertrude Fehr
- Andreas Feininger
- Lyonel Feininger
- Harold Feinstein
- Dennis Feldman
- Hans-Peter Feldmann
- Jacob Felländer
- Felten-Massinger
- Inge Feltrinelli
- Gene Fenn
- Pierre de Fenoÿl
- Roger Fenton
- Albert Fernique
- Ferrante Ferranti
- Jon Paul Ferrara
- Paul Ferrara
- Pierre Ferrari
- Donna Ferrato
- Felipe Ferré
- Marc Ferrez
- Georges Fessy
- Hans Feurer
- Christian Février
- Augustin Feyen-Perrin
- Jacques-Eugène Feyen
- John Fielder
- Edmond Fierlants
- Gabriel Figueroa
- Anne-Marie Filaire
- Elena Filatova
- Tomaso Filippi
- Sebastiano Fini
- Jens Fink-Jensen
- Luigi Fiorillo
- Arno Fischer
- Batty Fischer
- Madeleine Fischer
- Peter Fischli
- Rose-Lynn Fisher
- John Fitz-Patrick
- Deanne Fitzmaurice
- Armando Fizzarotti
- Frédéric Flachéron
- Marc Flament
- Marcelin Flandrin
- Sénia Fléchine
- Alain Fleig
- François Fleischbein
- Alain Fleischer
- Staša Fleischmann
- Trude Fleischmann
- Lydia Flem
- Brice Fleutiaux
- Flore
- John Florea
- Hercule Florence
- Ernest Florman
- Hubs Flöter
- Vilém Flusser
- Sean Flynn
- Charles Hippolyte Fockedey
- Corentin Fohlen
- Olivier Föllmi
- James Foley
- Gary Fong
- Émile Fontaine
- Hugues Fontaine
- Thierry Fontaine
- Franco Fontana
- Joan Fontcuberta
- Karel Fonteyne
- Charles Forget
- Werner Forman
- Michael Forsberg
- Roger Forster
- François-Edmond Fortier
- Alain Fossé
- Samuel Fosso
- Flo Fox
- Patrick Fournial
- Alain Fournier
- Frank Fournier
- Martine Franck
- Éric Franceschi
- Victor Franck Sr.
- Victor Franck Jr.
- Stuart Franklin
- Fernell Franco
- Auguste François
- Jean-Claude Francolon
- Victor Franck
- Victor Franck (père)
- Jean-Claude Francolon
- Robert Frank
- Tony Frank
- Christian Franzen
- Daniel Frasnay
- Martin Fraudreau
- LaToya Ruby Frazier
- Émile Frechon
- Charles D. Fredricks
- Leonard Freed
- Betty Freeman
- Michael Freeman
- Robert Freeman
- Charles Fréger
- Antoine Freitas
- Ruth Fremson
- Jean-Baptiste Frénet
- Walter Frentz
- Théodore-Henri Fresson
- Gustavo Freudenthal
- Gisèle Freund
- Jörg Freyhof
- Arny Freytag
- Lee Friedlander
- Marti Friedlander
- Heinz-Walter Friedriszik
- William Friese-Greene
- Toni Frissell
- Francis Frith
- Jean-Victor Frond
- Benito de Frutos
- Karilee Fuglem
- Hideki Fujii
- Shihachi Fujimoto
- Masahisa Fukase
- Julia Fullerton-Batten
- Isabelle de Funès
- Jaromír Funke
- Jill Furmanovsky
- Seiichi Furuya
- Paul Fusco

- Haut – A
- B
- C
- D
- E
- F
- G
- H
- I
- J
- K
- L
- M
- N
- O
- P
- Q
- R
- S
- T
- U
- V
- W
- X
- Y
- Z

## G
- Miklos Gaál
- Mario Gabinio
- Gábor Ősz
- Gaby
- Henri Gadeau de Kerville
- Henri Gaden
- Marina Gadonneix
- Guilherme Gaensly
- Matthieu Gafsou
- Eduardo Gageiro
- Francine Gagnon
- Raphaël Gaillarde
- Vincenzo Galdi
- Ron Galella
- Raphaël Gallas
- Armando Gallo
- Charles Gallot
- Francis Gamichon
- Sharis Garabedian
- Marc Garanger
- Anatoliy Garanin
- Constantino Garcés
- Alberto García-Alix
- Antonio García Peris
- Cristina García Rodero
- Gilbert Garcin
- Alexander Gardner
- Flor Garduño
- Jean Garet
- Edgar Gariépy
- Jack Garofalo
- Fernando Garreaud
- Caio Mario Garrubba
- Rafael Garzón
- Charles Gaspar
- Louise Rosalie Gaspard
- Claude Gaspari
- Claude Gassian
- Giovanni Gastel
- Francesco Gattoni
- Martin Gaudreault
- Jean Gaumy
- Philippe Gaussot
- Jean-Claude Gautrand
- Meïssa Gaye
- Francis Gazeau
- Anne Geddes
- Serge Gélabert
- Madame Gelot-Sandoz
- Jérôme Gence
- Charles Géniaux
- Paul Géniaux
- Maeda Genzō
- Julien Gérardin
- Édith Gérin
- Martin Peter Gerlach
- Georg Gerster
- Franz Gertsch
- Paul-Armand Gette
- Catherine Gfeller
- Shadafarin Ghadirian
- Louis-Joseph Ghémar
- Gaëlle Ghesquière
- Luigi Ghirri
- Norbert Ghisoland
- Andrea Giacobbe
- Francis Giacobetti
- Mario Giacomelli
- Gianni Giansanti
- Ralph Gibson
- Dany Gignoux
- Gilbert & George
- José Gil Gil
- Bruce Gilden
- Baldomero Gili
- Stephen Gill
- Jean Gilletta
- Laurent Gilliéron
- Henrietta Gilmour
- Jean-Pierre Gilson
- Léon Gimpel
- Pierre-Yves Ginet
- Edoardo Gioja
- Paolo Gioli
- Ricardo Giovannini
- Vadim Gippenreiter
- Thierry Girard
- Joseph-Philibert Girault de Prangey
- André Giroux
- Arno Gisinger
- Stéphane Gizard
- Stephan Gladieu
- Gladys
- Hervé Gloaguen
- Wilhelm von Gloeden
- Barbara Gluck
- Luc Gnago
- Shigeo Gochō
- Thomas Goisque
- Jadwiga Golcz
- Sacha Goldberger
- David Goldblatt
- Jim Goldberg
- Nan Goldin
- Münir Göle
- Venancio Gombau
- Francisco Goñi
- Esteban Gonnet
- Pierre Gonnord
- Corona González
- Gregorio González Galarza
- Harry Goodwin
- Henry B. Goodwin
- Patricia de Gorostarzu
- Émile Gos
- Arthur Goss
- John Gossage
- Curt Götlin
- Arlene Gottfried
- William P. Gottlieb
- Donna Gottschalk
- Jean-Paul Goude
- Hervé Gourdel
- Vincent Goutal
- Dmitri Goutov
- Yohann Gozard
- Sascha Grabow
- Michael von Graffenried
- Paul Graham
- Rodney Graham
- Jean-Pierre Grandjean
- Vladimir Granovskiy
- Jan Grarup
- Philippe Graton
- Michel Gravel (photographe)
- Vladimir Grebnev
- Jonathan Adagogo Green
- Ethan Greenbaum
- John B. Greene
- Milton Greene
- Lauren Greenfield
- Marianne Greenwood
- Alfred Gregory
- Mathieu Grenier
- Brain Griffin
- Alexandre Grinberg
- Henriette Grindat
- Marco Grob
- Lourdes Grobet
- René Groebli
- Bill Groethe
- Hubert Grooteclaes
- Jan Groover
- Jean-Baptiste Louis Gros
- Nicolas Grospierre
- Yann Gross
- Mendel Grossmann
- Ruth Gruber
- Mariano Grueiro
- Bob Gruen
- Florence Gruère
- Walther Grunwald
- Denise Grünstein
- Andreas Gruschke
- Harry Gruyaert
- Émile Gsell
- Claudia Guadarrama
- François Guénet
- Paul Guermonprez
- Olivier Guespin
- Mix Gueye
- Éric Guglielmi
- Hervé Guibert
- Jean Guichard
- Guido Guidi
- René Guiette
- Nicolas Guilbert
- Yves Guillot
- Amélie Guillot-Saguez
- Enrique Guinea
- Philippe Guionie
- Patrick Guis
- Amund Larsen Gulden
- Ara Güler
- Samaryi Guraryi
- Andreas Gursky
- Martin Gusinde
- Arvid Gutschow
- Juan Guzmán
- Carol Guzy
- Tenzin Gyatso
- Ukai Gyokusen

- Haut – A
- B
- C
- D
- E
- F
- G
- H
- I
- J
- K
- L
- M
- N
- O
- P
- Q
- R
- S
- T
- U
- V
- W
- X
- Y
- Z

## H
- Carl Haack
- Ernst Haas
- Shady Habash
- Geneviève Hafner
- Clarisse Hahn
- Karel Hájek
- Heinz Hajek-Halke
- Hassan Hajjaj
- Gregory Halpern
- Philippe Halsman
- Dirck Halstead
- Hiroshi Hamaya
- David Hamilton
- Alexander Hammid
- Young-soo Han
- Timothy Hannem
- Nanna Hänninen
- Édouard Hannon
- Marcel Hanoun
- Hanzelka et Zikmund
- Mikiko Hara
- Poline Harbali
- Neil Harbisson
- Charles Harbutt
- Cosette Harcourt
- Artür Harfaux
- Fred Hartsook
- Hans Hartung
- Hans Hausamann
- Alfred Hugh Harman
- Olivia Harris
- Erich Hartmann
- Victor Hasselblad
- Raoul Hausmann
- Robert Häusser
- Paul Haviland
- Ron Haviv
- Clementina Hawarden
- Takanobu Hayashi
- Isabelle Hayeur
- John Heartfield
- Gabrielle Hébert
- Kati Heck
- Samuel Heer
- Otto Hees
- Jean-Jacques Heilmann
- Elga Heinzen
- Annemarie Heinrich
- Jindřich Heisler
- Marja Helander
- Konrad Helbig
- Suzanne Held
- Hans Helfritz
- Béatrice Helg
- Hélios
- Lotte Hendrich-Hassmann
- Michiel Hendryckx
- Fritz Henle
- Mat Hennek
- Jakub Henner
- Laura Henno
- Roger Henrard
- Florence Henri
- Jon Henry
- Alberto Henschel
- Ulrich Hensel
- Guillaume Herbaut
- Charles Herbert
- Henry Hering
- Mariusz Hermanowicz
- François Hers
- Guy Hersant
- Léon Herschtritt
- Lucien Hervé
- J Malan Heslop
- Brita Sofía Hesselius
- Tim Hetherington
- Steve Hiett
- Hans Hildenbrand
- David Octavius Hill
- Levi Hill
- John Hilliard
- Karol Hiller
- Lejaren Hiller Sr.
- Lewis Wickes Hine
- Jean Hincker
- Hiro
- Hiromix
- Orval Hixon
- Tana Hoban
- Hannah Höch
- Hocine
- David Hockney
- Teun Hocks
- Charles-Édouard Hocquard
- Marta Hoepffner
- Thomas Hoepker
- Jacques Hoden
- Jacques Honvault
- William Hope Hodgson
- Candida Höfer
- Wilhelm Höffert
- Thom Hoffman
- Bettina Hoffmann
- Dezider Hoffmann
- Wolf Hoffmann
- Josef Hoflehner
- Preston Holder
- Jacob Holdt
- Edith Hollant
- Heidi Hollinger
- Burton Holmes
- Sara Holt
- Ismo Hölttö
- Nan Hoover
- Rip Hopkins
- Dennis Hopper
- Horie Kuwajirō
- Masao Horino
- Kati Horna
- Craigie Horsfield
- Horst P. Horst
- Frank Horvat
- Michio Hoshino
- Eikō Hosoe
- Anwar Hossain
- Massoud Hossaini
- Jérôme Houyvet
- Robert Howlett
- Pierre Camille Victor Huas
- George Hoyningen-Huene
- Richard Huckle
- Wieslaw Hudon
- Derek Hudson
- Douglas Huebler
- Henri Huet
- Alice Hughes
- Françoise Huguier
- Ton Huijbers
- Frédéric Huijbregts
- Menno Huizinga
- Peggy Hull
- Louis Adolphe Humbert de Molard
- George Hurrell
- Frank Hurley
- David Hurn
- Tibor Huszár
- Damien Hustinx
- Axel Hütte
- Per Hüttner
- Joaquín Hysern
- Arja Hyytiäinen

- Haut – A
- B
- C
- D
- E
- F
- G
- H
- I
- J
- K
- L
- M
- N
- O
- P
- Q
- R
- S
- T
- U
- V
- W
- X
- Y
- Z

## I
- Pierre Ichac
- Marcel Ichac
- Shirō Ichiki
- Kolë Idromeno
- Oleg Ignatovich
- Giuseppe Incorpora
- Viona Ielegems
- Mitsuhiko Imamori
- Claudia Imbert
- Connie Imboden
- Marcel Imsand
- Eiji Ina
- Inez & Vinoodh
- Irina Ionesco
- I. K. Inha
- Solomon Ioudovine
- Johann Baptist Isenring
- Thomas Iser
- Naoki Ishikawa
- Yasuhiro Ishimoto
- Ishiuchi Miyako
- Dominique Issermann
- Jules Itier
- Itomaro Fukagawa
- Graciela Iturbide
- Claude Iverné
- Frederic Eugene Ives
- Pierre Izard
- Izis

- Haut – A
- B
- C
- D
- E
- F
- G
- H
- I
- J
- K
- L
- M
- N
- O
- P
- Q
- R
- S
- T
- U
- V
- W
- X
- Y
- Z

## J
- Alfredo Jaar
- Emily Jacir
- Peter Jackson
- William Henry Jackson
- Lotte Jacobi
- Monique Jacot
- Jules Jacot-Guillarmod
- Serge Jacques
- Cédric Jacquet
- Christophe Jacrot
- Just Jaeckin
- Stefan de Jaeger
- Hugo Jaeggi
- Andreas Fedor Jagor
- Pierre Jahan
- Božidar Jakac
- George Wharton James
- William James
- Pierre Jamet
- Seb Janiak
- Jean Janssis
- Claro Jansson
- Per Olov Jansson
- Michel Janvier
- Libuše Jarcovjáková
- Cor Jaring
- Laurence Jarousse
- Vincent Jarousseau
- Natalia Jaskula
- Charles-François Jeandel
- Tristan Jeanne-Valès
- Anaïs Jeanneret
- Atiba Jefferson
- Gwen Jégou
- Gertrude Jekyll
- Guillaume de Jerphanion
- Carol Jerrems
- Marc Jeudy
- Paul Jeuffrain
- Hua Jin
- Marcellin Jobard
- Mimmo Jodice
- Franz John
- Frances Benjamin Johnston
- Ulla Jokisalo
- Jean-François Joly
- Gaspard-Pierre-Gustave Joly
- François Joncour
- Colin Jones
- Dewitt Jones
- De Jongh frères
- Gaston de Jongh
- Sune Jonsson
- Jean-François Jonvelle
- Marta Jonville
- Alex Jordan
- Chris Jordan
- Kimberley Joseph
- Anatol Josepho
- Ferdinand Joubert
- Arnault Joubin
- Philippe Joudiou
- Sylvie Jouffa
- Michel Journiac
- Auguste Jouve
- Valérie Jouve
- Émilie Jouvet
- Hippolyte Jouvin
- Anastas Jovanović
- Jean Jové
- JR
- Elsbeth Juda
- Eusebio Juliá
- Sylvain Julienne
- Frank-Henri Jullien
- Bishin Jumonji
- Irmeli Jung
- Theodor Jung
- Franz Wilhelm Junghuhn
- Daniel Juré
- Birgit Jürgenssen
- Carole Jury
- Bernard Just
- Jesper Just

- Haut – A
- B
- C
- D
- E
- F
- G
- H
- I
- J
- K
- L
- M
- N
- O
- P
- Q
- R
- S
- T
- U
- V
- W
- X
- Y
- Z

## K
- Élie Kagan
- Guillermo Kahlo
- Sade Kahra
- Miho Kajioka
- Shima Kakoku
- Noah Kalina
- Stanislas Kalimerov
- Grit Kallin-Fischer
- Richard Kalvar
- Michel Kameni
- Tokujirō Kameya
- Consuelo Kanaga
- Raisa Kanareva
- Fatou Kande Senghor
- Nadav Kander
- Ata Kandó
- Art Kane
- Osamu Kanemura
- Amadou Kane Sy
- Aino Kannisto
- Izima Kaoru
- Alexander Kapustyanskiy
- William Karel
- Andreï Kareline
- Alexander Kargaltsev
- Jean-Charles Karmann
- Yousuf Karsh
- Tea Karvinen
- Hideki Kasai
- Dorris Haron Kasco
- Gertrude Käsebier
- Kashima Seibei
- Marin Kasimir
- Kiripi Katembo
- Masahiko Katsuya
- Lionel Kazan
- Judith Kaufmann
- Kaulak
- Rinko Kawauchi
- Kensuke Kazama
- Zahra Kazemi
- Alain Kazinierakis
- Kyriakos Kaziras
- Steven Kazlowski
- Peter Keetman
- Kei Orihara
- Seydou Keïta
- Alain Keler
- Marjaana Kella
- Lenn Keller
- Thomas Kellner
- Eva Kemlein
- Fritz Kempe
- Michel Kempf
- Alex Kempkens
- Marie Hartig Kendall
- János Kender
- Michael Kenna
- Christian Kerez
- Wolfgang Kermer
- Richard Kern
- Charles Kerry
- André Kertesz
- Gilles Kervella
- Willy Kessels
- Max Kettel
- Norbert Ketter
- Trevor Key
- Lebohang Kganye
- Yevgeny Khaldei
- Salma Khalil
- Heba Khamis
- Sayeeda Khanam
- Majida Khattari
- Chayan Khoï
- Abbas Kiarostami
- Israël Kiek
- Erika Kiffl
- Takashi Kijima
- Hiroh Kikai
- Kikuchi Shingaku
- Kikuji Kawada
- Victor Kinelovskiy
- Bulent Kilic
- Chris Killip
- Ihei Kimura
- Martin Kippenberger
- Michel Kirch
- Astrid Kirchherr
- Mitsugi Kishida
- Shōzō Kitadai
- Kazuo Kitai
- Keizō Kitajima
- Katsue Kitazono
- Roy Kiyooka
- György Klösz
- Galina Kmit
- Heinz Peter Knes
- Edgar Knoop
- Oleg Knorring
- Jordi Koalitic
- Wakil Kohsar
- Kizu Kōkichi
- Sabine Koning
- Bogdan Konopka
- Sirkka-Liisa Konttinen
- Jürgen Klauke
- Peter Klasen
- Peter Klashorst
- William Klein
- Barbara Klemm
- Peter Knapp
- Nick Knight
- Karen Knorr
- Norio Kobayashi
- Přemysl Koblic
- Fusako Kodama
- Rudolf Kohn
- Ichirō Kojima
- François Kollar
- Akira Komoto
- Michiko Kon
- Mamadou Konaté
- Tomio Kondō
- Tōru Kōno
- Ellen Kooi
- Jörg Koopmann
- Rudolf Koppitz
- Alberto Korda
- Serge Korniloff
- Igor Kostin
- Mohamed Kouaci
- Josef Koudelka
- John Kouns
- Meeri Koutaniemi
- Adama Kouyaté
- Ritva Kovalainen
- Tamamura Kōzaburō
- Dmitry Kozlov
- Youcef Krache
- Hugues Krafft
- Evangelía Kranióti
- Alexander Krasavin
- Witold Krassowski
- Alfred Krauth
- Annelise Kretschmer
- Tilmann Krieg
- Tony Krier
- Hermann Krone
- Laurent Kronental
- Otto Kropf
- Ekaterina Kruchkova
- Barbara Kruger
- Germaine Krull
- Ksado
- Friedl Kubelka
- Hiroji Kubota
- Boris Kudoyarov
- Heinrich Kühn
- Tonka Kulčar-Vajda
- Curtis Kulig
- Eddie Kuligowski
- Motoichi Kumagai
- Maroni Kumazawa
- Algimantas Kunčius
- Yasuo Kuniyoshi
- Hans Kupelwieser (1948-)
- Seiji Kurata
- Satoshi Kuribayashi
- Kazumi Kurigami
- Justine Kurland
- Bénédicte Kurzen
- Kinbei Kusakabe
- Édouard Kutter (1887)
- Edouard Kutter (1934)
- Raakel Kuukka
- Kineo Kuwabara
- Nadya Kwandibens
- Ulli Kyrklund

- Haut – A
- B
- C
- D
- E
- F
- G
- H
- I
- J
- K
- L
- M
- N
- O
- P
- Q
- R
- S
- T
- U
- V
- W
- X
- Y
- Z

## L
- Pierre Moulin du Coudray de La Blanchère
- Albert Laborde
- Labouche Frères
- Roland Laboye
- Win Labuda
- Henri Lacheroy
- David LaChapelle
- Brigitte Lacombe
- Stéphanie Lacombe
- Hubert Lacoudre
- Marc Lacroix
- Louise Laffon
- Jean-Pierre Laffont
- Lafon de Camarsac
- Suzanne Lafont
- Laurent La Gamba
- Eugène Lageat
- Karl Lagerfeld
- Wilhelmina Lagerholm
- Marc Lagrange
- Jean Claude Lagrèze
- Céline Laguarde
- Michel Laguens
- Daniel Lainé
- Jean-Dominique Lajoux
- William Frederick Lake Price
- Marguerite de Lalancy
- Robert Laliberté
- Sylvie Laliberté
- Domenico Lama
- Henri de La Martinière
- Xavier Lambours
- Kiki Lamers
- Wendy Sue Lamm
- Gisèle Lamoureux
- Jean Pierre Philippe Lampué
- Frédéric de La Mure
- Ellen Land-Weber
- Armour Landry
- Charles Lansiaux
- Paul Lancrenon
- Ergy Landau
- Arnold Henry Savage Landor
- Andréas Lang
- Gonzalo Langa
- Dorothea Lange
- Jessica Lange
- Henri Langerock
- Jan Nepomuk Langhans
- Sophie Langohr
- Susan Lanier
- Frans Lanting
- Francisco Laporta Valor
- Jean Larivière
- Jean Larivière (photographe animalier)
- Karl Lärka
- Jacqueline Larma
- Gilles Larrain
- Sergio Larrain
- Christophe Lartige
- Jacques-Henri Lartigue
- Kary H Lasch
- Barry Lategan
- Adrees Latif
- Fabrizio La Torre
- Francis Latreille
- Jean Lattès
- Félix Laureano
- Romain Laurendeau
- Jean Laurent
- Michel Laurent
- Jan Lauschmann
- Walter E. Lautenbacher
- Jean Lauzon
- Alma Lavenson
- Stéphane Lavoué
- Carol-Marc Lavrillier
- Hugo van Lawick
- Deana Lawson
- Lesley Lawson
- Richard Leach Maddox
- Guy Le Baube
- Robert Lebeck
- Daniel Lebée
- Ulrich Lebeuf
- Laurence Leblanc
- Noël Le Boyer
- Hervé Joseph Lebrun
- Ange Leccia
- Stefano Lecchi
- Antoine Léchères
- Johanna Lecklin
- François Le Diascorn
- Firmin Eugène Le Dien
- Florian Ledoux
- Christian Leduc
- Russell Lee
- Ouka Leele
- Bernard Lefebvre
- Lucie Lefebvre
- Didier Lefèvre
- Marcel Lefrancq
- Pierre Le Gall
- Louise Leghait
- George Legrady
- Louis Legrand
- Gustave Le Gray
- Annie Leibovitz
- Arthur Leipzig
- Saul Leiter
- Henri Le Lieure
- Wim van der Linden
- Jean-Pierre Leloir
- Eugène Lemaire
- Fabien Lemaire
- Henri Lemasson
- Marc Le Mené
- Jérémy Lempin
- Matevž Lenarčič
- Yann Le Neveu
- Ville Lenkkeri
- Erica Lennard
- Léon Lenouvel
- Herman Leonard
- Jacques Léonard
- Camille Lepage
- Gildas Lepetit-Castel
- Augustus Le Plongeon
- Anni Leppälä
- Thérèse Le Prat
- Guy Le Querrec
- Yves Leresche
- Dominique Le Rigoleur
- Chrystele Lerisse
- Judith Lermer Crawley
- Helmar Lerski
- Bernard Lesaing
- Jennifer Lescouët
- Henri Le Secq
- Natacha Lesueur
- Erich Lessing
- Le Turk
- Matthias Leupold
- Catherine Leutenegger
- Santeri Levas
- Édouard Levé
- Édouard Lévêque
- Sam Levin
- Heidi Levine
- Claude Lévi-Strauss
- Rafail Levitsky
- Sergey Lvovich Levitsky
- Helen Levitt
- Albert Levy
- Stanley Lewis
- Sol Libsohn
- Alphonse Liébert
- Martin Liebscher
- Ephraim Moses Lilien
- Aleko Lilius
- Ina Liljeqvist
- Mauricio Lima
- Clive Limpkin
- Otto Linck
- Peter Lindbergh
- Robert M. Lindholm
- Charles Lindsay
- Tuija Lindström
- Pia Lindman
- Conde de Lipa
- Boris Lipnitzki
- Peter Lippmann
- Lazar Lissitzky
- Herbert List
- Livernois
- Jamie Livingston
- John Dillwyn Llewelyn
- Otho Lloyd
- François Lochon
- Sharon Lockhart
- C. C. Lockwood
- John Loengard
- George Lois
- Eugeniusz Lokajski
- Gina Lollobrigida
- Johan Lolos
- Paolo Lombardi
- Pedro Lombardi
- Albert Londe
- Gunnar Lönnqvist
- Noël Loozen
- Ruperto López de Alegría
- Gabriel Loppé
- Lucien Lorelle
- Éli Lotar
- Pascal Loubet
- Ruth Harriet Louise
- Lilith Love
- Clark Little
- Lois Lowry
- Benjamin Lowy
- Gosette Lubondo
- Glen Luchford
- Diana Lui
- Birgitta Lund
- Wilhelm Lundberg
- Ingeborg Lüscher
- Serge Lutens
- Loretta Lux
- Giacomo Luzzatto
- Oumar Ly
- Krystyna Łyczywek

- Haut – A
- B
- C
- D
- E
- F
- G
- H
- I
- J
- K
- L
- M
- N
- O
- P
- Q
- R
- S
- T
- U
- V
- W
- X
- Y
- Z

## M
- Ma Jian
- Dora Maar
- Louis Cyrus Macaire
- Hien Macline
- Iain MacMillan
- Herbert Mäder
- Romain Mader
- Chema Madoz
- Shinzo Maeda
- Mark Maggiori
- Julien Magre
- Peter Magubane
- Andreas Mahl
- Matt Mahurin
- Vivian Maier
- Daniel Maigné
- Ella Maillart
- Pascal Maitre
- Valentine Mallet
- Hugh Mangum
- Werner Mantz
- Dolorès Marat
- Charlotte March
- Fílippos Margarítis
- Francisco Marí
- Luis Ramón Marín
- Saverio Marra
- Louise Maisons
- Lech Majewski
- Alex Majoli
- Susanna Majuri
- Soungalo Malé
- Man Ray
- Manó Mai
- Gerard Malanga
- Suzanne Malherbe
- Hans Malmberg
- Małgorzata Malicka
- Joseph Malicot
- Laura Malmivaara
- René Maltête
- Mallock
- Frères Manákis
- Erling Mandelmann
- Marie Mandy
- Thomas D. Mangelsen
- Cecilia Mangini
- Gered Mankowitz
- Sally Mann
- Esko Männikkö
- Robert Manson
- Henri Manuel
- Jay Manuel
- Mao Ishikawa
- Robert Mapplethorpe
- Shah Marai
- Fosco Maraini
- Jean-Marie Marcel
- Champlain Marcil
- Gaudenzio Marconi
- Étienne-Jules Marey
- Arturo Mari
- Heriberto Mariezcurrena
- Raffaela Mariniello
- Greg Marinovich
- Marinus
- Rémy Marion
- Gustave Marissiaux
- Mary Ellen Mark
- Oliver Mark
- Chris Marker
- Diana Markosian
- Dmitry Markov
- Rémy Marlot
- Peter Marlow
- Alain Marouani
- Jim Marshall
- Adolphe-Alexandre Martin
- André Martin
- Douglas Martin
- Gilles Martin
- Rita Martin
- Antonio Martinelli
- Enrico Martino
- Edgar Martins
- João Cleofas Martins
- Félix Martin-Sabon
- Pietro Marubi
- Maruki Riyō
- Charles Marville
- Daniel Masclet
- Adolf Mas i Ginesta
- Sinibaldo de Mas
- Josep Masana
- Ramón Masats
- Lone Maslocha
- Charles Mason
- Luis Léon Masson
- Pierre-Yves Massot
- Masto
- Aitarō Masuko
- Bence Máté
- Alexandre Mathis
- Michael Matthews
- Mathieu Deroche
- Claude C. Matlack
- Norihiko Matsumoto
- Frank S. Matsura
- Susumu Matsushima
- Gordon Matta-Clark
- Herbert Matter
- Reiner Maria Matysik
- Auguste Maure
- Marius Maure
- John Max
- Farnham Maxwell-Lyte
- Enrick Bonham Mayfield
- Willy Maywald
- Massimo Mazzucco
- Esther Ruth Mbabazi
- Aliou Mbaye
- Will McBride
- Mary McCartney
- Linda McCartney
- Don McCullin
- Steve McCurry
- Ryan McGinley
- Hannah McKay
- Martha McMillan Roberts
- Yokoyama Matsusaburo
- Ralph Eugene Meatyard
- Josephine Meckseper
- Michel Médinger
- Harry Meerson
- Léon-Eugène Méhédin
- Aurélien Meimaris
- Steven Meisel
- Susan Meiselas
- Clémentine Mélois
- Pierrot Men
- Serge Mendjisky
- Corinne Mercadier
- Pierre Mercier
- Lucien Merger
- Olivier Mériel
- Georges Mérillon
- Pepi Merisio
- Alejandro Merletti
- Mert and Marcus
- Jacob Merkelbach
- Auguste Mestral
- Enrique Metinides
- Bertrand Meunier
- Pascal Meunier
- Jacques Meuris
- Aaron de Mey
- Théo Mey
- Albrecht Meydenbauer
- Adolf de Meyer
- Firmin Meyer
- Olivier Meyer
- Joel Meyerowitz
- Fred Meylan
- Gabriele Micalizzi
- Duane Michals
- Fernand Michaud
- Roland et Sabrina Michaud
- Anna Alexis Michel
- Jean-Adolphe Michel
- Francesco Paolo Michetti
- Alexandre Michon
- F. W. Micklethwaite
- Yevonde Middleton
- Adolf Miethe
- Séraphin-Médéric Mieusement
- Nino Migliori
- Charline Mignot
- Julien Mignot
- Boris Mikhaïlov
- Milo Milfort
- Laurent Millet
- Garry Fabian Miller
- Lee Miller
- Wayne Miller
- Christian Milovanoff
- Jacques Minassian
- Barbara Minishi
- Arno Rafael Minkkinen
- Léo Mirkine
- Mohammadreza Mirzaei
- Mishima Tokiwa
- Xavier Miserachs
- Léonard Misonne
- Adrien Missika
- Mission héliographique
- Jack Mitchell
- Izumi Miyazaki
- Mo-Yi
- Guido Mocafico
- Santu Mofokeng
- Lisette Model
- Hannah Modigh
- Tina Modotti
- Johannes Anthonius Moesman
- Tracey Moffatt
- Joachim Mogarra
- Slava Mogutin
- Sam Mohdad
- Lucia Moholy
- László Moholy-Nagy
- Jean Mohr
- Pieter Laurens Mol
- Pierre Molinier
- Oscar Molina
- Rafael Molins Marcet
- Franziska Möllinger
- Jean-Baptiste Mondino
- Bruno de Monès
- Benito R. de Monfort
- Mong-Lan
- Albert Monier
- Louis Monier
- Lorraine Monk
- Philippe Monsel
- Luigi Montabone
- Paolo Monti
- Alberto Montoreano
- Carlo Montuori
- Geraldine Moodie
- Sarah Moon
- Juan Mora Insa
- Jean Moral
- Earl Moran
- Bruno Morandi
- Tuul Morandi
- Antonio Morassi
- Inge Morath
- Eve Morcrette
- François-René Moreaux
- Mariano Moreno García
- Daïdo Moriyama
- Lewis Morley
- Kōji Morooka
- Christopher Morris
- Hedda Morrison
- John G. Morris
- Wright Morris
- Mark Morrisroe
- Laura Morton
- Yan Morvan
- Romualdo Moscioni
- Abderrahmane Mostefa
- Margaret Moth
- Jean-Claude Mougin
- Félix-Jacques Moulin
- Jean Mounicq
- Ruth Mountaingrove
- Christophe Mourthé
- Jacques Moutin
- Pierre Movila
- Ugo Mulas
- Nicolás Muller
- Maximilian Mundt
- Vincent Munier
- Vik Muniz
- Martin Munkácsi
- Isabel Muñoz
- Nickolas Muray
- Seamus Murphy
- Tish Murtha
- Fakir Musafar
- Helen Muspratt
- Eadweard Muybridge
- Suzanne Muzard
- Carl Mydans

- Haut – A
- B
- C
- D
- E
- F
- G
- H
- I
- J
- K
- L
- M
- N
- O
- P
- Q
- R
- S
- T
- U
- V
- W
- X
- Y
- Z

## N
- Mamadou Mahmoud N'Dongo
- James Nachtwey
- Nadar (Félix Tournachon)
- Rose Nadau
- Jacques Nadeau
- Nadia Nadege
- Kenji Nagai
- Hiromi Nagakura
- Weng Naiqiang
- Gorō Nakamura
- Billy Name
- Hans Namuth
- Leone Nani
- Anaïs Napoleón
- Ikkō Narahara
- Gianfrancesco Nardi
- Rosalind Nashashibi
- Carle Naudot
- Filip Naudts
- Carlo Naya
- Ousmane Ndiaye Dago
- Raphaël Neal
- David Nebreda
- Jürgen Nefzger
- Charles Nègre
- Marie-Paule Nègre
- Negretti & Zambra
- Francesco Negri
- Yehuda Neiman
- Diane Nemerov
- Shirin Neshat
- Pavel Nesleha
- Mario Cravo Neto
- Moritz Neumüller
- Neurdein
- Floris Michael Neusüss
- Arnold Newman
- Helmut Newton
- Jean-Paul Ney
- Nath-Sakura
- Alain Ngann Yonn
- Yvon Ngassam
- Quyên Ngo-Dinh-Phu
- Nhàn Nguyen
- Paul Nicklen
- Walter Niedermayr
- Anja Niedringhaus
- Janine Niepce
- Nicéphore Niépce
- Mika Ninagawa
- Nhàn Nguyen
- Nils-Udo
- Lennart Nilsson
- Leonard Nimoy
- Mads Nissen
- Margret Nissen
- Bryan Niven
- Nicholas Nixon
- Samuel Nja Kwa
- Ilvy Njiokiktjien
- Alfred Noack
- Laura Noble
- Ernest Noirot
- Yasuzō Nojima
- Fabrice de Nola
- Kazuyoshi Nomachi
- Claude Nori
- Pascal Normand
- Anahita Norouzi
- Boyd Norton
- Sonya Noskowiak
- William Notman
- Jean-Louis Nou
- Frédéric Noy
- Charles Nouette
- Mario Nunes Vais
- Claude Nuridsany
- Wallace Nutting
- Daniel Nyblin
- Sophie Nys
- Sam Nzima

- Haut – A
- B
- C
- D
- E
- F
- G
- H
- I
- J
- K
- L
- M
- N
- O
- P
- Q
- R
- S
- T
- U
- V
- W
- X
- Y
- Z

## O
- Ernesto Ocaña Odio
- Luis de Ocharan
- Rémi Ochlik
- Arnold Odermatt
- Ogawa Kazumasa
- Hildegard Ochse
- Vincent Ohl
- Indalecio Ojanguren
- J. D. 'Okhai Ojeikere
- Erwin Olaf
- Jacob Olie
- Barret Oliver
- Dani Olivier
- Louis-Camille d'Olivier
- Antoni Ollé
- Uwe Ommer
- Terry O'Neill
- Shigeru Onishi
- Onodera Yuki
- Ken Oosterbroek
- Roman Opalka
- Hans Op de Beeck
- Catherine Opie
- Suzanne Opton
- Jean Henri d’Orléans-Bragance
- José Ortiz Echagüe
- Charles O'Rear
- Finbarr O'Reilly
- Boris Orel
- Ruth Orkin
- Orlan
- Marie-Claude Orosquette
- Olumuyiwa Olamide Osifuye
- Habib Osman
- Tony O'Shea
- Valerien Ostroga
- Stanisław Julian Ostroróg
- Stanisław Julian Ignacy Ostroróg
- Timothy O'Sullivan
- Piotr Otsoup
- Kiyoji Ōtsuji
- John Ott
- George Martin Ottinger
- Ulrike Ottinger
- Thierry des Ouches
- Étienne Casimir Oulif
- Paul Outerbridge
- Michel d'Oultremont
- Arnold Overbeck
- Richard Overstreet
- Israel Ozersky

- Haut – A
- B
- C
- D
- E
- F
- G
- H
- I
- J
- K
- L
- M
- N
- O
- P
- Q
- R
- S
- T
- U
- V
- W
- X
- Y
- Z

## P
- Johannes Pääsuke
- Darcy Padilla
- Joao Padua
- Georg Pahl
- Alain Paiement
- Joaquín del Palacio
- Giuseppe Palmas
- Tim Palmer
- Louie Palu
- Tom Palumbo
- Max Pam
- Juan Pando
- Juan Pando Barrero
- Benito Panunzi
- Tod Papageorge
- Voúla Papaïoánnou
- Leonídas Papázoglou
- André Papillon
- John Papillon
- Richard Paraire
- Fernand-André Parisod
- Trent Parke
- Olivia Parker
- Gordon Parks
- Marilù Parolini
- Martin Parr
- Roger Parry
- Jaana Partanen
- Nicolas Pascarel
- Artur Pastor
- Freeman Patterson
- Simon Patterson
- Claude Pauquet
- Rafael Pavarotti
- Alessandro Pavia
- Jacques Pavlovsky
- Noël Paymal Lerebours
- Marc Paygnard
- Jean-Marc Payot
- Damian Peach
- Pierre Émile Pécarrère
- Dino Pedriali
- Frank Peeters
- Emmanuel Peillet
- Xu Peiwu
- Joël Pèlerin
- Federico Peliti
- André Pelle
- Paolo Pellegrin
- Luce Pelletier
- Ugo Pellis
- Nisso Pelossof
- Irving Penn
- Roland Penrose
- Max Penson
- John Randolph Pepper
- Heinz von Perckhammer
- Jacques Perconte
- Hervé Perdriolle
- Fernando Pereira
- Marie Pérennou
- Gilles Peress
- Léon Peret
- Pascual Perez
- Pablo Pérez-Mínguez
- Carlos Pérez Siquier
- Jean-Marie Périer
- Antonio Perini
- André Perlstein
- Maurice Perron
- Jean-Philippe Perrot
- Bernard Perrine
- Nicola Perscheid
- Richard Peter
- Walter Peterhans
- Anders Petersen
- Fortuné Joseph Petiot-Groffier
- Pierre Petit
- Marc Petitjean
- Gueorgui Petroussov
- Walter Pfeiffer
- Stephanie Pfriender Stylander
- Secondo Pia
- Roger Pic
- Claude Picasso
- Paul-Antoine Pichard
- Wojciech Piechowski
- Leighton Pierce
- Pierre et Gilles
- Emmanuel Pierrot
- Jack Pierson
- Pierre-Louis Pierson
- Sabine Pigalle
- Jean Pigozzi
- Matthew Pillsbury
- Veno Pilon
- Ivan Pinkava
- Gueorgui Pinkhassov
- Gaston Piprot
- Helmuth Pirath
- Eugène Pirou
- Joaquim Pla Janini
- Josefa Pla Marco
- Gilles Place
- Émile Placet
- Sylvia Plachy
- Platon
- George Platt Lynes
- Karel Plicka
- Marie-Françoise Plissart
- Philip Plisson
- Bernard Plossu
- Frères Plumier
- Guglielmo Plüschow
- Rudolf Poch
- Solange Podell
- Sari Poijärvi
- Bernard Poinssot
- Léopold Poiré
- Conrad Poirier
- Éric Poitevin
- Sigmar Polke
- Robert Polidori
- Willem van de Poll
- Frédérique Pollet Rouyer
- Franjo Pommer
- Daniel Pons
- Denis Ponté
- Herbert Ponting
- Mungo Ponton
- Konrad Pollesch
- Claude-Joseph Portier
- Pompeo Posar
- Laerke Posselt
- Marion Post Wolcott
- Barry Pottle
- J. K. Potter
- Emmanuel Pottier
- Marion Poussier
- Ricky Powell
- Dith Pran
- Bernard Pras
- Pierluigi Praturlon
- Patrice-Flora Praxo
- Adam Pretty
- Attilio Prevost
- Victor Prevost
- Marko Prezelj
- Richard Prince
- Geórgios Prokopíou
- Sergueï Prokoudine-Gorski
- Anne-Marie Proulx
- Dmon Prunner
- Krzysztof Pruszkowski
- Willy Puchner
- Janez Pukšič
- Constant Puyo

- Haut – A
- B
- C
- D
- E
- F
- G
- H
- I
- J
- K
- L
- M
- N
- O
- P
- Q
- R
- S
- T
- U
- V
- W
- X
- Y
- Z

## Q
- George Quaintance
- Alain Quemper
- Achille Quinet
- Edward Quinn
- Marc Quinn
- Antonio Quintana
- Zenón Quintana
- Pascal Quittemelle

- Haut – A
- B
- C
- D
- E
- F
- G
- H
- I
- J
- K
- L
- M
- N
- O
- P
- Q
- R
- S
- T
- U
- V
- W
- X
- Y
- Z

## R
- Nina Raginsky
- Raghu Rai
- Tristan Rain
- Philippe Ramette
- Karim Ramzi
- Gérard Rancinan
- Holly Randall
- Suze Randall
- Ricardo Rangel
- John Rankin Waddell
- Alfred Raquez
- Laurence Rasti
- Stanislas Ratel
- Jacqueline Rau
- Jules Raudnitz
- Jean-François Rauzier
- Man Ray
- Tony Ray-Jones
- Olivier Rebbot
- Dimitri Rebikoff
- Henri Rebmann
- Eugenio Recuenco
- Roland Reed
- Janet Reeves
- Isaac Rehn
- Peter Reijnders
- Yves Regaldi
- Henri Victor Regnault
- Pierre Reimer
- Nicolas Reitzaum
- Oscar Gustave Rejlander
- Heli Rekula
- René-Jacques
- Albert Renger-Patzsch
- Jacques Renoir
- Co Rentmeester
- Romina Ressia
- Francis Reusser
- Raymond Reuter
- Walter Reuter
- Charles Reutlinger
- Emmanuel Reuzé
- Jean-Philippe Reverdot
- Jean Revillard
- Georges Révoil
- Julio Requejo Santos
- Bruno Réquillart
- Bridget Reweti
- Jean-Pierre Rey (photographe)
- Pierre-Jean Rey
- Auguste Reymond
- Bettina Rheims
- Martha Rial
- Américo Ribeiro
- Guillaume Ribot
- Marc Riboud
- James Ricalton
- Matthieu Ricard
- Luigi Ricci
- Eugene Richards
- Terry Richardson
- Pierre-Ambroise Richebourg
- Heinrich Riebesehl
- Leni Riefenstahl
- Maxence Rifflet
- Jean Rigaud
- Tomishige Rihei
- Jacob Riis
- Frank Rinehart
- Miguel Rio Branco
- Eeva Rista
- Sophie Ristelhueber
- Josef Ritler
- Heinz Ritter
- Herb Ritts
- Humberto Luis Rivas Ribeiro
- Robert Rive
- Manuel Rivera-Ortiz
- Claude Rives
- Francesca Rivetti
- Alberto Rizzo
- Willy Rizzo
- Angelo Rizzuto
- Germinal Roaux
- Louis-Rémy Robert
- Paul Robert
- Grace Robertson
- James Robertson
- Ziki Robertson
- Robin
- François Robineau
- Henry Peach Robinson
- Jules Robuchon
- François Roboth
- Denis Roche
- Lucie Rocher
- Mick Rock
- Alexandre Rodtchenko
- George Rodger
- José Manuel Rodrigues
- Pieke Roelofs
- Michel Roggo
- Milton Rogovin
- Franz Roh
- Alexandre Roinachvili
- Fulvio Roiter
- Lucien Roisin Besnard
- Marcel Rol
- Olivier Roller
- Dominique Roman
- Gérard Rondeau
- Eric Rondepierre
- Willy Ronis
- Tata Ronkholz
- Walter Rosenblum
- Joe Rosenthal
- Arnaud de Rosnay
- Henryk Ross
- Mary Rosse
- Giacomo Rossetti
- Pierre Rossier
- Renate Rössing
- Roger Rössing
- Louise Rosskam
- Günter Rössler
- Pascal Rostain
- Arthur Rothstein
- Jules Rouard
- Alix Cléo Roubaud
- Jean Roubier
- Gustave Roud
- Georges Rousse
- Louis Rousselet
- Denis Rouvre
- Vittorio della Rovere
- Paolo Roversi
- Michal Rovner
- Galen Rowell
- Patrick van Roy
- Maxime Roy-Desruisseaux
- Isabelle Rozenbaum
- Eva Rubinstein
- Anastasia Rudenko
- Albert Rudomine
- Thomas Ruff
- Juan Ruiz de Luna
- Juan Rulfo
- Gabriel de Rumine
- François Ruph
- Axelle de Russé
- Andrew Joseph Russell
- Albert Russo
- Mélanie Rutten
- Jiří Růžek
- Zofia Rydet
- Marc Rylewski

- Haut – A
- B
- C
- D
- E
- F
- G
- H
- I
- J
- K
- L
- M
- N
- O
- P
- Q
- R
- S
- T
- U
- V
- W
- X
- Y
- Z

## S
- Enrique Sabater
- Fabrice Sabre
- Stephen Sack
- Faten Safieddine
- Maryam Şahinyan
- Satoshi Saïkusa
- Sakae Tamura
- Sakae Tamura
- Minoru Sakata
- Sakuma Hanzō
- Josep Sala
- Lorenz Saladin
- Osvaldo Salas
- Philippe Salaün
- Henri Salesse
- Sebastião Salgado
- Eugene de Salignac
- André Salles
- Adolphe Salmon
- Jacqueline Salmon
- Erich Salomon
- Auguste Salzmann
- Lucas Samaras
- Chiara Samugheo
- San Bartolomé
- Alfonso Sánchez García
- August Sander
- Patrick Sandrin
- Galina Sanko
- Sanne Sannes
- Martin Santander
- Clément Sans
- Katia Santibañez
- Leena Saraste
- Robert F. Sargent
- Zaven Sargsyan
- Napoléon Sarony
- Lise Sarfati
- Christian Sarramon
- Viviane Sassen
- Pedro Satué
- Jan Saudek
- Françoise Saur
- Gilles Saussier
- Édouard Sautai
- Frédéric Sautereau
- Claude Sauvageot
- Charles Roscoe Savage
- Pierre Savatier
- Émile Savitry
- Kyōichi Sawada
- Pierre Sayve
- Francesco Scavullo
- Eric Schaal
- Christian Schad
- Alice Schalek
- Roger Schall
- Howard Schatz
- Edward Schell
- Karl Schenker
- Emma Schenson
- David E. Scherman
- Riccardo Schicchi
- Lucas Schifres
- André Schmid
- Michael Schmidt
- Nicolaus Schmidt
- Antoine Schneck
- Carolee Schneemann
- Martin Schoeller
- Annette Schreiber
- August Schuffert
- Gotthard Schuh
- Faye Schulman
- Florian Schulz
- Victoria Schultz
- Pierre Schwartz
- Rudolf Schwarzkogler
- Krista Schlyer
- Ferdinando Scianna
- Emanuele Scorcelletti
- Jonathan Scott
- Franck Scurti
- Sarah Choate Sears
- Pascal Sébah
- Tazio Secchiaroli
- Josef Jindřich Šechtl
- Marie Šechtlová
- Thierry Secretan
- Stéphane Sednaoui
- Frères Séeberger
- Alice Seeley Harris
- Jean-Claude Seine
- Tomio Seike
- Allan Sekula
- Bernard Sellier
- José Sellier Loup
- Livio Senigalliesi
- Michel Séméniako
- Antonio Semeraro
- Peter Sempel
- Paul Senn
- Laurent Seroussi
- Bruno Serralongue
- Andres Serrano
- René Servant
- Vilho Setälä
- Antoine Sevruguin
- David Seymour
- George Shadbolt
- Nigel Shafran
- Ivan Shagin
- Ben Shahn
- Mark Shaw
- Charles Sheeler
- Callie Shell
- Charles Shepherd
- Cindy Sherman
- Toshio Shibata
- Shima Ryū
- Shimooka Renjō
- Jane Shackleton
- Kishin Shinoyama
- Mieko Shiomi
- Yoshikazu Shirakawa
- George Shiras III
- Ian Shive
- Nikita Shokhov
- Stephen Shore
- Julius Shulman
- Harry Shunk
- Shunkichi Kikuchi
- Jan Šibík
- Vladimir Sichov
- Danish Siddiqui
- Malick Sidibé
- Sidi M. Sidibé
- Eliza Ruhamah Scidmore
- Jeanloup Sieff
- Sonia Sieff
- Larry Siegel
- Santiago Sierra
- Katharina Sieverding
- Paul Sika
- Jakob Sildnik
- George Silk
- Joao Silva
- Hans Silvester
- William Henry Silvester
- Camille Silvy
- André Sima
- Michel Sima
- Salme Simanainen
- Catarina Simão
- Simone Simon
- David Sims
- Stephanie Sinclair
- Madeleine de Sinéty
- Colin Singer
- Aaron Siskind
- Hilda Sjölin
- Åsa Sjöström
- Gage Skidmore
- Arthur Smet
- Lucia Simion
- Laurie Simmons
- Dayanita Singh
- Gökşin Sipahioğlu
- Clara Sipprell
- David Sitbon
- Ladislav Sitenský
- Oldřich Škácha
- Sandy Skoglund
- Laurie Skrivan
- David Slater
- Władysław Sławny
- Hedi Slimane
- Tabe Slioor
- Romain Slocombe
- Klavdij Sluban
- Joseph Smith
- Ming Smith
- Pennie Smith
- William Eugene Smith
- Gunnar Smoliansky
- Sally Soames
- Jacob Aue Sobol
- Balbino Sobrado
- Youssouf Sogodogo
- Michel Sola
- Marc Solal
- Björn Soldan
- Anton Solomoukha
- Emilio Sommariva
- Giorgio Sommer
- Alexandra Sophie
- Jérôme Soret
- Mario Sorrenti
- Sanlé Sory
- Alec Soth
- Jérôme Sother
- Louis-Victor Emmanuel Sougez
- Nelly Sougioultzóglou
- Douraïd Souissi
- Gustave Souquet
- Jean Noël de Soye
- Richard N. Speaight
- Arnold Spencer-Smith
- Humphrey Spender
- Christine Spengler
- Vanda Spengler
- Kali Spitzer
- Carlos Spottorno
- José Spreafico
- Pamela Springsteen
- Melbourne Spurr
- Augusto Stahl
- Karl Emil Ståhlberg
- Lotte Stam-Beese
- Ivan Standl
- Anton Stankowski
- John Stanmeyer
- Tono Stano
- Sally Stapleton
- Andrew Stark
- Hannah Starkey
- Paul Starosta
- August Stauda
- Douglas Steakley
- Edward Steichen
- Steve Steigman
- Fred Stein
- Hans Steiner
- Ralph Steiner
- Otto Steinert
- Pierre Steinhauer
- Jean-Pol Stercq
- Linder Sterling
- Bert Stern
- Grete Stern
- Joel Sternfeld
- Louis Stettner
- Bruno Stevens
- Roger St-Jean
- Alfred Stieglitz
- Baron Raimund von Stillfried
- Chantal Stoman
- Dana Stone
- John Benjamin Stone
- Daniel Storz
- Ermanno Stradelli
- Paul Strand
- Patrice Strazzera
- Lipót Strelisky
- Beat Streuli
- Christer Strömholm
- Sergey Strunnikov
- Thomas Struth
- Roy Stryker
- Roy Stuart
- Jock Sturges
- Rudolf Stursa
- Anthony Suau
- Sergey Subbotin
- Mikhael Subotzky
- Josef Sudek
- Jean-Pierre Sudre
- Zuzana Šulajová
- Jim Sumkay
- Swami Sundaranand
- Jean Suquet
- Lorenzo Suscipj
- Iiu Susiraja
- Thomas Sutton
- Risaku Suzuki
- Suzuki Shin'ichi I
- Jean-Louis Swiners
- Georges Sourial
- Greg Soussan
- Pete Souza
- Hiroshi Sugimoto
- Antanas Sutkus
- Thierry Suzan
- Mária Švarbová
- Henry Swift
- Patrick Swirc
- Doro Sy
- Adama Sylla
- Adolphe Sylvain
- Jules Sylvestre
- John Szarkowski
- Carol Szathmari
- Mieczysław Szczuka
- Aladár Székely
- Gabor Szilasi

- Haut – A
- B
- C
- D
- E
- F
- G
- H
- I
- J
- K
- L
- M
- N
- O
- P
- Q
- R
- S
- T
- U
- V
- W
- X
- Y
- Z

## T
- Maurice Tabard
- Patrick Taberna
- Vladimir Tabourine
- Éric Tabuchi
- Kaneyoshi Tabuchi
- Yukio Tabuchi
- Athiná Tácha
- Arthur Tacquin
- Tadzio
- René Taesch
- Keiichi Tahara
- Pierre Tairraz
- Tsugio Tajima
- Shinkichi Tajiri
- Cozue Takagi
- Jirō Takamatsu
- Tadashi Takamura
- Yutaka Takanashi
- Yoshi Takata
- Masataka Takayama
- Takebayashi Seiichi
- Ta-ku
- Takuma Nakahira
- Drew Tal
- Josef Tal
- Christopher Rice Mansel Talbot
- Constance Fox Talbot
- William Henry Fox Talbot
- Lee Tamahori
- Maija Tammi
- Tamoto Kenzō
- Akihide Tamura
- Fiona Tan
- Shisui Tanahashi
- Chōtoku Tanaka
- Kōjō Tanaka
- Kōtarō Tanaka
- Tokutarō Tanaka
- René Tanguy
- Akira Tanno
- Takeyoshi Tanuma
- André Taponier
- Horst Tappe
- Sooni Taraporevala
- Vsevolod Tarassevitch
- Jessie Tarbox Beals
- Gerda Taro
- Jean-Luc Tartarin
- Yoshio Tarui
- Tse Ten Tashi
- Philippe Tassier
- Yoshihiro Tatsuki
- Guillaume Tauveron
- Newsha Tavakolian
- Christopher Taylor
- Rashod Taylor
- Sam Taylor-Wood
- Samuel Tcherassi
- Edwin Way Teale
- Ebenezer Teichelmann
- Karel Teige
- Terence Telle
- Juergen Teller
- Priscilla Telmon
- Viktor Temine
- Pietro Tempestini
- Joyce Tenneson
- Melisa Teo
- Ognen Teofilovski
- Stanislav Tereba
- Ivan Terestchenko
- Amédée Ternante-Lemaire
- Esteve Terradas
- Virginie Terrasse
- Ricard Terré
- Philippe Terrier-Hermann
- Alberto Terrile
- Antonín Tesař
- Alessandra Tesi
- Paul Testart
- Félix Teynard
- Franciszka Themerson
- Jacques de Thézac
- Ariane Thézé
- Romain Thiery
- John Thomas
- Marcel Thomas
- Warren T. Thompson
- John Thomson
- Storm Thorgerson
- Marcus Thrane
- Robert Thuillier
- Eugenio Tibaldi
- Miroslav Tichý
- Théodore Tiffereau
- Guy Tillim
- Wolfgang Tillmans
- Jean-Marc Tingaud
- Alexine Tinne
- Alexey Titarenko
- Herbert Tobias
- Jessica Todd Harper
- Toyoko Tokiwa
- Kameya Tokujirō
- Tokutarō Watanabe
- Jerzy Tomaszewski
- Shōmei Tōmatsu
- Ivana Tomljenović-Meller
- Nikólaos Tompázis
- Wang Tong
- Oliviero Toscani
- Pablo Tosco
- Adrien Tournachon
- Jean-Baptiste Tournassoud
- Émile Tourtin
- Pierre Toutain-Dorbec
- Larry Towell
- Philip Townsend
- Mikhaïl Trakhman
- Nicole Tran Ba Vang
- Jean-Loup Trassard
- Daniel Traub
- Abbie Trayler-Smith
- Nicolas Treatt
- Pierre Trémaux
- Arthur Tress
- Alfred Tritschler
- Marc Trivier
- Yvette Troispoux
- Angelina Trouillet
- Jean Nicolas Truchelut
- Eugène Trutat
- Dundul Namgyal Tsarong
- Tseng Kwong Chi
- Hiromi Tsuchida
- Nobuko Tsuchiura
- Tsunetarō Tonokura
- Lorenzo Tugnoli
- Gihan Tubbeh
- Edith Tudor-Hart
- Ludovico Tuminello
- François Tuefferd
- Pamela Tulizo
- Lars Tunbjörk
- Spencer Tunick
- Deborah Turbeville
- Jean Turco
- Natalia Turine
- Amedeo M. Turello
- Pete Turner
- Pekka Turunen
- Cy Twombly
- Salla Tykkä

- Haut – A
- B
- C
- D
- E
- F
- G
- H
- I
- J
- K
- L
- M
- N
- O
- P
- Q
- R
- S
- T
- U
- V
- W
- X
- Y
- Z

## U
- Raoul Ubac
- Eiji Ubusawa
- Erik Uddström
- Shōji Ueda
- Noboru Ueki
- Jerry Uelsmann
- Ueno Hikoma
- Gérard Uféras
- Piotr Uklański
- Ulay
- Doris Ulmann
- Umbo
- Jan Umlauf
- Stefano Unterthiner
- Ellen von Unwerth
- Elene Usdin
- William Usherwood
- Alexander Ustinov
- Naíta Ussene
- Kaoru Usui
- Nick Ut
- Uchida Kuichi
- Burk Uzzle

- Haut – A
- B
- C
- D
- E
- F
- G
- H
- I
- J
- K
- L
- M
- N
- O
- P
- Q
- R
- S
- T
- U
- V
- W
- X
- Y
- Z

## V
- Tony Vaccaro
- Henri Vachon
- John Vachon
- Nicola-Frank Vachon
- Maria Vachon-Turini
- Guy Vaes
- Christian Vaisse
- Marie-Claude Vaillant-Couturier
- Aurore Valade
- Jacques Valat
- Anne de Valenti-Montet
- James Valentine
- Jorge Camilo Valenzuela
- Bertha Valerius
- Ali Khan Vali
- Sébastien Valiela
- Louis-Prudent Vallée
- Étienne Valles
- Marcelle Vallet
- Éric Valli
- Javier Vallhonrat
- Pierre de Vallombreuse
- Eustasio Villanueva
- Julien Vallou de Villeneuve
- Bénédicte Van der Maar
- Sébastien Van Malleghem
- Germaine Van Parys
- Ralf Vandebergh
- Wim Vandekeybus
- Michel Vanden Eeckhoudt
- Philippe Vandendriessche
- Serge Vandercam
- Vanders
- William Vandivert
- Willard Van Dyke
- Gérard Vandystadt
- Ed van der Elsken
- James Van Der Zee
- Ron van Dongen
- Philippe Van Snick
- Stephan Vanfleteren
- Charles Vapereau
- Agnès Varda
- Cláudia Varejão
- Cybèle Varela
- Kathy Vargas
- Éric Vargiolu
- Charles Auguste Varsavaux
- Raoul Vaslin
- Hugues Vassal
- Alexeï Vassiliev
- Jacko Vassilev
- Jenny de Vasson
- Marek Vašut
- Max Edwin Vaterlaus
- Jacques Vauclair
- Madame Vaudé-Green
- Auguste Vautier
- Gilles Vautier
- Marc Vaux
- Mary Vaux Walcott
- Boris Vdovenko
- Carl van Vechten
- Xavier Veilhan
- Guy Veloso
- Monique Velzeboer
- Bernar Venet
- Júlia Ventura
- Alberto Venzago
- Moï Ver
- Charles Verax
- Rogier Verbeek
- Jean Vercel
- Georges Vercheval
- Giovanni Verga
- Orio Vergani
- Pierre Verger
- Antoine Verglas
- Didier Vermeiren
- Jean-Luc Verna
- Joaquín Ruiz Vernacci
- Comte de Vernay
- Frederick Arthur Verner
- Horace Vernet
- Gustave Verniory
- Luigi Veronesi
- Louis Vert
- Fran Vesel
- Gabriel Veyre
- Giovanni Viafora
- Léon Vidal
- Joseph Vigier
- Jean Vigne
- André Vigneau
- Cyrille de Vignemont
- Louis Vignes
- Véronique de Viguerie
- Manuel Vilariño
- Joan Vilatobà i Fígols
- Darío Villalba
- Jean-Marie Villard
- Joseph Villard
- Grey Villet
- Eugène Villette
- Alan Villiers
- Hannah Villiger
- John Vink
- Didier Viodé
- Georges Viollon
- Paul Vionnet
- Regina Virserius
- Albert Visage
- Roman Vishniac
- Ami Vitale
- Massimo Vitali
- Alexandre Vitkine
- François Antoine Vizzavona
- Gille de Vlieg
- Sina Vodjani
- Hermann Wilhelm Vogel
- Jean-Michel Voge
- Franck Vogel
- Raymond Voinquel
- Jean-Marc Volta
- Wolfgang Volz
- Beatrix Von Conta
- Mogens von Haven
- Klaus Voormann
- Ornela Vorpsi
- Hubert Vos
- Nicholas Vreeland
- Herman de Vries
- Adam Clark Vroman
- Seita Vuorela
- Homai Vyarawalla
- Vladimir Vyatkin

- Haut – A
- B
- C
- D
- E
- F
- G
- H
- I
- J
- K
- L
- M
- N
- O
- P
- Q
- R
- S
- T
- U
- V
- W
- X
- Y
- Z

## W
- Pierre Waidmann
- Duncan Waldron
- Horatio Walker
- Jeff Wall
- Anthony Wallace
- Daniel Wallard
- Loke Wan Tho
- Lobsang Wangyal
- Nick Waplington
- Mike Ware
- Allan Warren
- Philippe Warrin
- Bradford Washburn
- Augustus Washington
- Munem Wasif
- Alfred Watkins
- Carleton Watkins
- Margaret Watkins
- Albert Watson
- Edith Watson
- Fernand Watteeuw
- Gillian Wearing
- Alex Webb
- Todd Webb
- Anna Webber
- Bruce Weber
- Oliver Weber
- James Wedge
- Weegee (Arthur Fellig)
- Carrie Mae Weems
- Otto Wegener
- William Wegman
- Armin Wegner
- Adolphe Weick
- Sascha Weidner
- André Weinfeld
- Alexander Wienerberger
- Étienne Bertrand Weill
- David Weiss
- Sabine Weiss
- Thilly Weissenborn
- Annie Wells
- Jack Welpott
- Stephanie Welsh
- Wim Wenders
- Mélanie Wenger
- Fu Wenjun
- Richard Wentworth
- Émile Wenz
- Hanna Weselius
- Michael Wesely
- Henry Wessel Jr.
- Koen Wessing
- Denis Westhoff
- Brett Weston
- Edward Weston
- Marianne Wex
- John Adams Whipple
- John H. White
- Minor White
- Jesse Harrison Whitehurst
- Irene Whittome
- Jean-Claude Wicky
- Julia Widgrén
- Kai Wiedenhöfer
- Eddy Wiggins
- Autumn de Wilde
- Patrick de Wilde
- Sanne De Wilde
- Arnaud de Wildenberg
- Anna Wilding
- Hannah Wilke
- François Willème
- Sue Williamson
- John Willie
- René Willien
- Jens Ferdinand Willumsen
- Charles Paul Wilp
- George Washington Wilson
- Ray Wilson
- Nancy Wilson-Pajic
- Stéphanie de Windisch-Graetz
- Garry Winogrand
- Vanessa Winship
- Olaf Wipperfürth
- Joel-Peter Witkin
- Willem Witsen
- Ben Wittick
- William de Wiveleslie Abney
- David Wojnarowicz
- Art Wolfe
- Francis Wolff
- Bernard Pierre Wolff
- Paul Wolff
- Joshua Wolfe
- Lothar Wolleh
- Wols
- Walter Bentley Woodbury
- Francesca Woodman
- Giuseppe Wulz
- Eugène Würgler
- Erwin Wurm
- Hugues de Wurstemberger
- Wang Wusheng
- Donovan Wylie

- Haut – A
- B
- C
- D
- E
- F
- G
- H
- I
- J
- K
- L
- M
- N
- O
- P
- Q
- R
- S
- T
- U
- V
- W
- X
- Y
- Z

## X
| - Cui Xiuwen |

- Haut – A
- B
- C
- D
- E
- F
- G
- H
- I
- J
- K
- L
- M
- N
- O
- P
- Q
- R
- S
- T
- U
- V
- W
- X
- Y
- Z

## Y
- Nil Yalter
- Herbie Yamaguchi
- Yōsuke Yamahata
- Kansuke Yamamoto
- Masao Yamamoto
- Gashō Yamamura
- Toshio Yamane
- Michio Yamauchi
- Iwao Yamawaki
- Hiroshi Yamazaki
- Eiko Yamazawa
- Miwa Yanagi
- Shin Yanagisawa
- Ceferino Yanguas
- Yasu Kōhei
- Nakaji Yasui
- Jiichirō Yasukōchi
- Tiffiney Yazzie
- Bunny Yeager
- Yelena Yemchuk
- Ylla
- Noriaki Yokosuka
- Yokoyama Matsusaburō
- Yang Yongliang
- Kimiko Yoshida
- Ruiko Yoshida
- Gōzō Yoshimasu
- Senzō Yoshioka
- Kōhei Yoshiyuki
- Mounia Youssef
- Yuan Gong
- Haruki Yukimura
- Oksana Yushko
- Yva

- Haut – A
- B
- C
- D
- E
- F
- G
- H
- I
- J
- K
- L
- M
- N
- O
- P
- Q
- R
- S
- T
- U
- V
- W
- X
- Y
- Z

## Z
- Akram Zaatari
- François Zabaleta
- Olivier Zabat
- Patrick Zachmann
- Francisco Zagala
- Casimir Zagourski
- Nora Zaïr
- Marcin Zaleski
- Maurice Zalewski
- Eugenio Zampighi
- Frères Zangaki
- Pia Zanetti
- Jean-Marc Zaorski
- Gyula Zarand
- Raphaël Zarka
- Basil Zarov
- Arturo Zavattini
- Franco Zecchin
- Zbigniew Zegan
- Zhou Chengzhou
- Igor Zeiger
- David Zérah
- Adolfo Zerkowitz
- Léonard Hubert Zeyen
- Li Zhensheng
- Jules-Claude Ziegler
- Willy Zielke
- Didi Zill
- Heinrich Zille
- Xavier Zimbardo
- George S. Zimbel
- Georgi Zimin
- Fred Zinn
- Francesco Zizola
- René Zuber
- André Zucca
- Marko Župančič
- Peter Župník
- Emmanuel Zurini
- Piet Zwart